# Diocesi di Tucca di Mauritania
La diocesi di Tucca di Mauritania (in latino Dioecesis Thuccensis in Mauretania) è una sede soppressa e sede titolare della Chiesa cattolica.

## Storia
Tucca di Mauritania, identificabile con le rovine di Merdja nell'odierna Algeria, è un'antica sede episcopale della provincia romana della Mauritania Sitifense.
Sono due i vescovi attribuiti a questa diocesi africana. Onorato fu il destinatario di due lettere di san Cipriano: nella prima fu tra gli otto vescovi invitati nel 253 a sottoscrivere una petizione in favore delle vittime di una invasione di barbari; nel 255 fu il destinatario, assieme ad altri 18 vescovi, della lettera sinodale del concilio cartaginese che discusse attorno al battesimo degli eretici.
Secondo vescovo noto è Uzulo, il cui nome appare al 37º posto nella lista dei vescovi della Mauritania Sitifense convocati a Cartagine dal re vandalo Unerico nel 484; Uzulo, come tutti gli altri vescovi cattolici africani, fu condannato all'esilio.
Dal 1933 Tucca di Mauritania è annoverata tra le sedi vescovili titolari della Chiesa cattolica; la sede è vacante dal 15 agosto 2024.

## Cronotassi

### Vescovi residenti
- Onorato † (prima del 253 - dopo il 255)
- Uzulo † (menzionato nel 484)

### Vescovi titolari
- Ignacio de Alba y Hernández † (25 luglio 1967 - 18 gennaio 1976 dimesso)
- William Dermott Molloy McDermott † (19 maggio 1976 - 14 gennaio 1982 nominato vescovo di Huancavelica)
- Osmond Peter Martin † (8 giugno 1982 - 11 novembre 1983 nominato vescovo di Belize)
- Vladimír Filo † (17 marzo 1990 - 23 novembre 2002 nominato vescovo coadiutore di Rožňava)
- François-Xavier Maroy Rusengo (22 novembre 2004 - 26 aprile 2006 nominato arcivescovo di Bukavu)
- William Amove Avenya (28 novembre 2008 - 29 dicembre 2012 nominato vescovo di Gboko)
- Han Lim Moon (6 febbraio 2014 - 5 dicembre 2020 nominato vescovo coadiutore di Venado Tuerto)
- Wallace Ng'ang'a Gachihi (13 febbraio 2024 - 15 agosto 2024 nominato ordinario militare in Kenya)